# Мильчин, Лев Исаакович
Лев Исаа́кович Ми́льчин (18 августа 1920, Минск — 28 июня 1987, Москва) — советский режиссёр и художник-постановщик мультипликационного кино, педагог. Заслуженный художник РСФСР (1978).

## Биография[3]
Родился в семье художника Исаака Иосифовича Мильчина. Окончил Минскую художественную школу и художественный факультет ВГИКа.

В период Великой Отечественной войны был в ополчении, после — на ЦОКСе (Алма-Ата) художником нескольких игровых кинокартин.

После окончания войны работал на студии «Союзмультфильм» художником-постановщиком рисованных и кукольных фильмов с такими режиссёрами, как И. П. Иванов-Вано, М. М. Цехановский, З. С. Брумберг, В. С. Брумберг, В. И. Полковников, А. Г. Снежко-Блоцкая, А. Г. Каранович.

В 1957—1962 годах работал на киностудии «Мосфильм».

С 1962 года работал на «Союзмультфильме» в качестве режиссёра и художника-постановщика.
Преподавал во ВГИКе. Работал в книжной графике.

Член АСИФА.
Похоронен в Москве, на Митинском кладбище (уч. 126).

### Семья
Жена — Тамара Полетика (1922—2011), художник мультипликационного кино.

## Фильмография

### Художник-постановщик
- 1947 — Конёк-Горбунок
- 1948 — Цветик-семицветик
- 1949 — Гуси-лебеди
- 1949 — Чужой голос
- 1951 — Сказка о мёртвой царевне и о семи богатырях
- 1952 — Снегурочка
- 1954 — Царевна-Лягушка
- 1955 — Заколдованный мальчик
- 1956 — Палка выручалка
- 1957 — Исполнение желаний
- 1959 — Сампо
- 1959 — Снежная сказка
- 1959 — Особый подход (телефильм)
- 1960 — Мичман Панин
- 1961 — Человек ниоткуда
- 1961 — СССР с открытым сердцем (музыкальный фильм-обозрение)[6]
- 1962 — Мой младший брат
- 1963 — Светлячок № 3
- 1963 — Свинья-копилка
- 1966 — Жу-жу-жу
- 1967 — Будильник
- 1967 — Приключения барона Мюнхаузена
- 1968 — Комедиант
- 1970 — Отважный Робин Гуд
- 1972 — Рассказы старого моряка. Антарктида.
- 1973 — Здоровье начинается дома
- 1975 — Конёк-Горбунок
- 1976 — Стойкий оловянный солдатик
- 1977 — Как Маша поссорилась с подушкой
- 1978 — Маша больше не лентяйка
- 1978 — Метаморфоза
- 1979 — Новый Аладдин
- 1982 — Мария, Мирабела
- 1984 — Сказка о царе Салтане
- 1986 — Петух и боярин

### Режиссёр
- 1960 — Путь в большой балет[уточнить][7]
- 1963 — Светлячок № 3
- 1963 — Свинья-копилка
- 1964 — Можно и нельзя
- 1965 — Здравствуй, атом!
- 1966 — Пчёлка Жу-жу-жу
- 1966 — Сегодня День рождения
- 1967 — Будильник
- 1968 — Светлячок № 8
- 1969 — Бабушкин зонтик
- 1970 — Рассказы старого моряка. Необычайное путешествие.
- 1971 — Рассказы старого моряка. Необитаемый остров.
- 1972 — Рассказы старого моряка. Антарктида.
- 1976 — Стойкий оловянный солдатик
- 1977 — Как Маша поссорилась с подушкой
- 1978 — Маша больше не лентяйка
- 1979 — Маша и волшебное варенье
- 1984 — Сказка о царе Салтане
- 1985 — Огуречная лошадка
- 1986 — Петух и боярин

## Художник-иллюстратор
- Осецкая, Агнешка. Здравствуй, Евгений! / Перевод с польского В. Приходько. Рисунки Л. Мильчина. М.: Детская литература, 1972. — 94 с.

## Выставки
- В выставочном зале Московского Дома Художника открылась выставка «Художник и книга — 2009». Всего на выставке представлено свыше тысячи работ авторов, в том числе работающих в мультипликационном кино. В частности, Сергея Алимова (иллюстрации к «Мёртвым душам»), Льва Мильчина («Невский проспект») и других[8].